# Uta (Phrynosomatidae)
Uta – rodzaj jaszczurek z rodziny frynosomowatych (Phrynosomatidae). 

## Zasięg występowania
Rodzaj obejmuje gatunki występujące w Stanach Zjednoczonych i Meksyku. 

## Systematyka

### Etymologia
Uta: Utah, stan w Stanach Zjednoczonych; tam odłowiono holotyp.

### Podział systematyczny
Do rodzaju należą następujące gatunki: 
- Uta encantadae Grismer, 1994
- Uta lowei Grismer, 1994
- Uta nolascensis Van Denburgh & Slevin, 1921
- Uta palmeri Stejneger, 1890
- Uta squamata Dickerson, 1919
- Uta stansburiana Baird & Girard, 1852 – uta plamoboka[5]
- Uta tumidarostra Grismer, 1994